# Sulzbach/ Saar
Sulzbach/ Saar è un comune tedesco di 16 256 abitanti, situato nel land della Saarland.